# Mistrovství světa v ledním hokeji 2006
70. Mistrovství světa v ledním hokeji se konalo v lotyšské Rize od 5. do 21. května 2006. Mistrem světa se stalo mužstvo Švédska.
Mistrovství se zúčastnilo šestnáct mužstev, rozdělených do čtyř čtyřčlenných skupin, z nichž první tři týmy postoupily do dvou osmifinálových skupin,týmy z prvního až čtvrtého místa postoupily do play off. Mužstva, které skončila v základní skupině na čtvrtém místě, hrála ve skupině o udržení.

## Stadiony
| Riga                        | Riga                        |
| Aréna Riga Kapacita: 10 300 | Skonto Hall Kapacita: 6 500 |
|                             |                             |

## Výsledky a tabulky

### Skupina A
| P | Tým       | Z | V | R | P | GV | GI | +/- | B |
| - | --------- | - | - | - | - | -- | -- | --- | - |
| 1 | Finsko    | 3 | 2 | 1 | 0 | 13 | 6  | +7  | 5 |
| 2 | Česko     | 3 | 1 | 2 | 0 | 9  | 8  | +1  | 4 |
| 3 | Lotyšsko  | 3 | 1 | 1 | 1 | 6  | 7  | –1  | 3 |
| 4 | Slovinsko | 3 | 0 | 0 | 3 | 8  | 15 | –7  | 0 |

 Finsko –  Slovinsko 5:3 (1:2, 2:1, 2:0)
5. května 2006 (17:15) – Riga (Arena Riga)

Branky Finska: 17:07 Tomi Kallio, 25:03 Antti Miettinen, 37:44 Sean Bergenheim, 41:56 Tomi Kallio, 53:16 Mikko Lehtonen

Branky Slovinska: 7:10 Kranjc, 14:41 Kopitar, 27:21 Kopitar

Rozhodčí: Poljakov (RUS) – Vasko (BLR), Novák (SVK)

Vyloučení: 9:15 (4:3)

Diváků: 5 386
Finsko: Norrena – Nummelin, Berg, Lehtonen, Kukkonen, Mäntylä, Saravo, Luoma – Peltonen, Miettinen, J. Jokinen – Bergenheim, Viuhkola, Kallio – Tuomo Ruutu, Mikko Koivu, Rita – Hahl, Hentunen, Jarkko Ruutu – Pirnes.
Slovinsko: Kristan – Sotlar, Kranjc, Goličič, Vidmar, Robar, Ciglenečki, Groznik – Sotlar, Kopitar,Razingar – D. Rodman, Kontrec, Avgustinčič – Žagar, Hebar, Varl – Murič, Terlikar, Šivic – Hafner.
 Česko –  Lotyšsko 1:1 (1:1, 0:0, 0:0)
5. května 2006 (21:15) – Riga (Arena Riga)

Branky Česka: 19:32 David Výborný

Branky Lotyšska: 6:22 Širokovs.

Rozhodčí: Reiber – Wehrli (SUI), Oskirko (RUS)

Vyloučení: 3:11 (0:0)

Diváků: 12 500
Česko: Milan Hnilička – Zbyněk Michálek, Tomáš Kaberle, Martin Škoula, Lukáš Krajíček, Zdeněk Kutlák, Jan Hejda – Martin Erat, David Výborný, Jan Hlaváč – Tomáš Rolinek, Tomáš Plekanec, Jan Bulis – Jaroslav Bednář, Jaroslav Hlinka, Petr Hubáček – Jaroslav Balaštík, Patrik Štefan, Ivo Prorok.
Lotyšsko: Naumovs – Rekis, Saviels, Jass, Tribuncovs, Galvinš, Pujacs, Astašenko, Jerofejevs – Cipulis, Sprukts, Pantěljejevs – Semjonovs, Niživijs, Tambijevs – Blinovs, Redlihs, Širokovs – Vasiljevs, Štals, Dazinš.
 Česko –  Slovinsko 5:4 (4:1, 1:2, 0:1)
7. května 2006 (16:15) – Riga (Arena Riga)

Branky Česka: 1:09 Tomáš Plekanec, 3:04 Jaroslav Balaštík, 10:35 Martin Erat, 13:23 Zbyněk Michálek, 24:28 Zbyněk Michálek

Branky Slovinska: 14:30 Murič, 20:24 Sotlar, 34:54 Kranjc, 59:59 Razingar

Rozhodčí: Schütz – Schröter (GER), Zatta (ITA)

Vyloučení: 6:9 (4:1)

Diváků: 9 018
Česko: Milan Hnilička – Zbyněk Michálek, Tomáš Kaberle, Lukáš Krajíček, Martin Škoula, Zdeněk Kutlák, Jan Hejda, Martin Richter – Martin Erat, David Výborný, Jan Hlaváč – Petr Tenkrát, Tomáš Plekanec, Jan Bulis – Jaroslav Bednář, Jaroslav Hlinka, Petr Hubáček – Jaroslav Balaštík, Patrik Štefan, Tomáš Rolinek.
Slovinsko: Glavič (14. Kristan) – Kranjc, Sotlar, Goličič, Vidmar, Robar, Ciglenečki, Groznik – Razingar, Kopitar, M. Rodman – D. Rodman, Avgustinčič, Šivic – Žagar, Varl, Terlikar – Murič, Hebar, Hafner.
 Finsko –  Lotyšsko 5:0 (0:0, 2:0, 3:0)
7. května 2006 (20:15) – Riga (Arena Riga)

Branky Finska: 24:32 Jari Viuhkola, 35:02 Tomi Kallio, 48:38 Ville Peltonen, 51:51 Aki Berg, 55:10 Jani Rita

Branky Lotyšska: nikdo

Rozhodčí: Savage – Laschowski (CAN), Oskirko (RUS)

Vyloučení: 6:10 (1:0, 1:0) navíc Tuomo Ruutu na 5 min a do konce utkání, Jarkko Ruutu (FIN) na 10 min.

Diváků: 10 000
Finsko: Niittymäki – Nummelin, Berg, Lehtonen, Kukkonen, Mäntylä, Saravo, Luoma – Peltonen, Miettinen, Jussi Jokinen – Hentunen, Viuhkola, Kallio – Tuomo Ruutu, Mikko Koivu, Jarkko Ruutu – Rita, Hahl, Pirnes – Bergenheim.
Lotyšsko: Naumovs – Rekis, Saviels, Jass, Tribuncovs, Galvinš, Pujacs, Astašenko, Jerofejevs – Cipulis, Sprukts, Pantěljejevs – Semjonovs, Niživijs, Tambijevs – Blinovs, Redlihs, Širokovs – Vasiljevs, Štals, Dazinš.
 Lotyšsko –  Slovinsko 5:1 (0:1, 4:0, 1:0)
9. května 2006 (16:15) – Riga (Arena Riga)

Branky Lotyšska: 24:15 Semjonovs, 28:20 Cipulis, 29:51 Jerofejevs, 37:51 Tambijevs, 50:06 Vasiljevs

Branky Slovinska: 5:35 Šivic

Rozhodčí: Vinnerborg (SWE) – Ross (USA), Novák (SVK)

Vyloučení: 8:12 (2:0)

Diváků: 9 539
Lotyšsko: Naumovs – Rekis, Saviels, Jass, Tribuncovs, Galvinš, Pujacs, Astašenko, Jerofejevs – Cipulis, Sprukts, Pantěljejevs – Semjonovs, Niživijs, Tambijevs – Blinovs, Redlihs, Širokovs – Vasiljevs, Štals, Dazinš.
Slovinsko: Kristan – Kranjc, Sotlar, Goličič, Vidmar, Robar, Ciglenečki, Groznik – Razingar, Kopitar, M. Rodman – D. Rodman, Avgustinčič, Kontrec – Žagar, Varl, Šivic – Murič, Hebar, Hafner – Terlikar.
 Česko –  Finsko 3:3 (2:1, 1:0, 0:2)
9. května 2006 (20:15) – Riga (Arena Riga)

Branky Česka: 2:28 Martin Erat, 2:52 Jaroslav Balaštík, 34:41 Jan Hlaváč

Branky Finska: 8:19 Lasse Kukkonen, 40:30 Aki Berg, 58:48 Petteri Nummelin

Rozhodčí: Jonák (SVK) – Oskirko (RUS), Vasko (BLR)

Vyloučení: 7:9 (1:2) navíc Tomáš Plekanec (CZE) na 10 min.

Diváků: 6 780
Česko: Milan Hnilička – Zbyněk Michálek, Tomáš Kaberle, Lukáš Krajíček, Jan Hejda, Martin Richter, Martin Škoula – Martin Erat, David Výborný, Jan Hlaváč – Jaroslav Bednář, Tomáš Plekanec, Jan Bulis – Jaroslav Balaštík, Jaroslav Hlinka, Ivo Prorok – Petr Tenkrát, Patrik Štefan, Tomáš Rolinek, Petr Hubáček.
Finsko: Antero Niittymäki – Petteri Nummelin, Aki Berg, Lasse Kukkonen, Mikko Lehtonen, Tuukka Mantyla, Pekka Saravo, Mikko Luoma – Antti Miettinen, Jussi Jokinen, Ville Peltonen – Tomi Kallio, Jari Viuhkola, Jukka Hentunen – Tuomo Ruutu, Mikko Koivu, Jarkko Ruutu – Jani Rita, Esa Pirnes, Riku Hahl.

### Skupina B
| P | Tým       | Z | V | R | P | GV | GI | +/- | B |
| - | --------- | - | - | - | - | -- | -- | --- | - |
| 1 | Švédsko   | 3 | 2 | 1 | 0 | 12 | 6  | +6  | 5 |
| 2 | Švýcarsko | 3 | 2 | 1 | 0 | 9  | 6  | +3  | 5 |
| 3 | Ukrajina  | 3 | 1 | 0 | 2 | 7  | 8  | –1  | 2 |
| 4 | Itálie    | 3 | 0 | 0 | 3 | 3  | 11 | –8  | 0 |

 Švýcarsko –  Itálie 3:1 (0:0, 0:1, 3:0)
6. května 2006 (16:15) – Riga (Skonto Arena)

Branky Švýcarska: 44:56 Rüthemann, 52:31 Della Rossa, 59:40 Plüss

Branky Itálie: 30:18 Iob

Rozhodčí: Looker – Ross (USA), Garsjö (NOR)

Vyloučení: 12:13 (0:1)

Diváků: 4 500
Švýcarsko: Aebischer – Forster, Streit, Vauclair, Blindenbacher, Steinegger, Helbling, Bezina – Deruns, Reichert, Romy – Della Rossa, Plüss, Lemm – Ambühl, Wirz, Sannitz – Paterlini, Rüthemann, Jeannin.
Itálie: Muzzatti – Helfer, Borgatello, Strazzabosco, Ramoser, Lorenzi, Trevisani, Egger – Busillo, Margoni, Cirone – Parco, Iob, De Bettin – Fontanive, De Toni, Ansoldi – Felicetti, Bustreo, Molteni – Chelodi.
 Ukrajina –  Švédsko 2:4 (1:1, 1:2, 0:1)
6. května 2006 (20:15) – Riga (Skonto Arena)

Branky Ukrajiny: 19:16 Kasjančuk, 34:55 Alexej Michnov

Branky Švédska: 17:55 Fredrik Emvall, 20:50 Fredrik Emvall, 38:55 Andreas Karlsson, 46:38 Mika Hannula

Rozhodčí: Jonák (SVK) – Lesnjak (SLO), Kekalainen (FIN)

Vyloučení: 9:6 (1:4)

Diváků: 3 492
Ukrajina: Simčuk – Klimentěv, Zavalňuk, Ostrouško, Guňko, Srjubko, Navarenko, Polonickij, Isajenko-Šachrajčuk, Litviněnko, Salnikov – Bobrovnikov, Djačenko, Kasjančuk – Matěruchin, Šafarenko, Michnov – Semenčenko, Procenko, Oleckij.
Švédsko: Johan Holmqvist – Ronnie Sundin, Magnus Johansson, Andreas Holmqvist, Kenny Jönsson, Hallberg, Timander – Andreas Karlsson, Melin, Emwall – Nordquist, Hannula, Martensson – Mattsson, Mathias Johansson, Joel Lundqvist.
 Švýcarsko –  Ukrajina 2:1 (2:0, 0:1, 0:0)
8. května 2006 (16:15) – Riga (Skonto Arena)

Branky Švýcarska: 9:57 Bezina, 18:06 Ambühl

Branky Ukrajiny: 33:54 Alexej Michnov

Rozhodčí: Minář (CZE) – Lešnjak (SLO), Schröter (GER)

Vyloučení: 10:8 (1:0, 1:0) navíc Plüss (SUI) – Šachrajčuk, Zavalňuk (UKR) na 10 min.

Diváků: 4 609
Švýcarsko: Aebischer – Blindenbacher, Bezina, Seger, Streit, Steinegger, Helbling, Forster, Vauclair – Ambühl, Paterlini, Reichert – Della Rossa, Plüss, Rüthemann – Deruns, Wirz, Jeannin – Sannitz, Lemm, Romy.
Ukrajina: Karpenko – Guňko, Klimentěv, Ostrouško, Zavalňuk, Isajenko, Srjubko, Polonickij, Navarenko – Šachrajčuk, Litviněnko, Kasjančuk – Bobrovnikov, Djačenko, Salnikov – Materuchin,Šafarenko, Michnov – Semenčenko, Procenko, Oleckij.
 Švédsko –  Itálie 4:0 (2:0, 1:0, 1:0)
8. května 2006 (20:15) – Riga (Skonto Arena)

Branky Švédska: 14:02 Andreas Karlsson, 16:00 Joel Lundqvist, 22:36 Kenny Jönsson, 47:19 Kenny Jönsson

Branky Itálie: nikdo

Rozhodčí: Hansen (USA) – Kekalainen (FIN), Eglitis (LAT)

Vyloučení: 7:6 (3:0)

Diváků: 3 586
Švédsko: Johan Holmqvist – Ronnie Sundin, Magnus Johansson, Timander, Kronwall, Andreas Holmqvist, Kenny Jönsson, Hallberg – Joel Lundqvist, Samuelsson, Zetterberg – Mathias Johansson, Melin, Fredrik Emvall – Mattsson, Andreas Karlsson, Franzén – Nordquist, Hannula, Martensson.
Itálie: Muzzatti (41. Tragust) – Strazzabosco, Ramoser, Helfer, Borgatello, Lorenzi, Trevisani, Egger – Parco, Iob, De Bettin – Busillo, Molteni, Cirone – Margoni, De Toni, Ansoldi – Felicetti, Bustreo, Chelodi – Fontanive.
 Ukrajina –  Itálie 4:2 (1:0, 1:1, 2:1)
10. května 2006 (16:15) – Riga (Skonto Arena)

Branky Ukrajiny: 14:54 Kasjančuk, 21:08 Salnikov, 51:11 Guňko, 57:56 Djačenko

Branky Itálie: 32:25 Busillo, 55:38 Borgatello

Rozhodčí: Savage (CAN) – Lešnjak (SLO), Jakobsen (DEN)

Vyloučení: 11:11 (2:1) navíc Šachrajčuk – Iob, Helfer a Strazzabosco na 10 min.

Diváků: 2 174
Ukrajina: Simčuk – Guňko, Klimentěv, Ostrouško, Polonickij, Isajenko, Srjubko, Navarenko – Šachrajčuk, Litviněnko, Kasjančuk – Bobrovnikov, Djačenko, Salnikov – Materuchin, Šafarenko, Andrij Michnov – Semenčenko, Procenko, Oleckij.
Itálie: Muzzatti – Strazzabosco, Ramoser, Helfer, Borgatello, Lorenzi, Trevisani, Egger – Busillo, Molteni, Cirone – Parco, Iob, De Bettin – Margoni, Fontanive, Ansoldi – Felicetti, Bustreo, Chelodi – De Toni.
 Švédsko –  Švýcarsko 4:4 (1:0, 0:1, 3:3)
10. května 2006 (20:15) – Riga (Skonto Arena)

Branky Švédska: 13:43 Henrik Zetterberg, 44:11 Henrik Zetterberg, 44:37 Jesper Mattsson, 51:16 Andreas Karlsson

Branky Švýcarska: 23:19 Wirz, 45:02 Sannitz, 51:35 Rüthemann, 56:44 Sannitz

Rozhodčí: Poljakov (RUS) – Eglitis (LAT), Garsjo (NOR)

Vyloučení: 6:7 (0:1)

Diváků: 3 500
Švédsko: Johan Holmqvist – Ronnie Sundin, Magnus Johansson, Timander, Kronwall, Andreas Holmqvist, Kenny Jönsson, Hallberg – Samuelsson, Zetterberg, Joel Lundqvist – Mathias Johansson, Melin, Fredrik Emvall – Mattsson, Andreas Karlsson, Franzén – Nordquist, Hannula, Martensson.
Švýcarsko: Aebischer – Seger, Streit, Steinegger, Vauclair, Helbling, Forster, Blindenbacher, Bezina – Della Rossa, Paterlini, Plüss – Rüthemann, Jeannin, Lemm – Ambühl, Deruns, Sannitz – Reichert, Wirz, Romy.

### Skupina C
| P | Tým        | Z | V | R | P | GV | GI | +/- | B |
| - | ---------- | - | - | - | - | -- | -- | --- | - |
| 1 | Rusko      | 3 | 3 | 0 | 0 | 17 | 6  | +11 | 6 |
| 2 | Bělorusko  | 3 | 2 | 0 | 1 | 11 | 5  | +6  | 4 |
| 3 | Slovensko  | 3 | 1 | 0 | 2 | 10 | 6  | +4  | 2 |
| 4 | Kazachstán | 3 | 0 | 0 | 3 | 2  | 23 | –21 | 0 |

 Slovensko –  Bělorusko 1:2 (0:0, 1:2, 0:0)
6. května 2006 (16:15) – Riga (Arena Riga)

Branky Slovenska: 37:29 Ivan Čiernik

Branky Běloruska: 34:18 Meleško, 39:27 Antoněnko

Rozhodčí: Hansen (USA) – Laschowski (CAN), Jakobsen (DEN)

Vyloučení: 9:6 (0:2)

Diváků: 6 960
Slovensko: Lašák (41. Križan) – Jurčina, Milo, Vydarený, Štrbák, Harant, Graňák, Stehlík – Marián Hossa, Rastislav Pavlikovský, Bartovič – Surový, Cibák, Marcel Hossa – Čiernik, Kapuš, Zálešák – Vaic, Kollár, Kováčik.
Bělorusko: Mezin – Denisov, Makrickij, Jerkovič, Kopat, Žurik, Svito, Kosťučenok – Ugarov, Michalev, Dudik – Skabelka, Zadělenov, Grabovskij – Čupris, Kurilin, Meleško – Jesaulov, Kukuškin, Antoněnko.
 Rusko –  Kazachstán 10:1 (4:1, 4:0, 2:0)
6. května 2006 (20:15) – Riga (Arena Riga)

Branky Ruska: 1:36 Alexandr Ovečkin, 2:44 Denis Archipov, 10:44 Konstantin Gorovikov, 18:48 Dmitrij Bykov, 24:13 Alexandr Ovečkin, 26:41 Jevgenij Malkin, 29:39 Alexandr Ovečkin, 32:24 Alexandr Sjomin, 44:38 Alexandr Sjomin, 53:52 Alexandr Sjomin

Branky Kazachstánu: 17:40 J. Koreškov

Rozhodčí: Levonen (FIN) – Pouzar (CZE), Eglitis (LAT)

Vyloučení: 12:14 (5:1, 1:0) navíc Blochin (KAZ) na 10 min.

Diváků: 6 600
Rusko: Zvjagin (48. Fomičev) – Žukov, Nikulin, Kirill Kolcov, Aťušov, Kručinin, Bykov, Kuljaš, Chomickij – Zaripov, Sjomin, Archipov – Kulemin, Malkin, Ovečkin – Charitonov, Sušinskij, Jemelejev – Grigorenko, Gorovikov, Michnov.
Kazachstán: Medveděv (30. Tambulov) – Argokov, Žailauov, Kovalenko, Blochin, Pupkov, Koledajev, Mazunin, Savenkov – A. Koreškov, J. Koreškov, Litviněnko – Šafranov, Pčeljakov, Spiridonov -Samochvalov, Zaržickij, Krasnoslobodcev – Ogorodnikov, Troščinskij, Rifel.
 Rusko –  Bělorusko 3:2 (1:0, 0:2, 2:0)
8. května 2006 (16:15) – Riga (Arena Riga)

Branky Ruska: 10:57 Igor Jemelejev, 43:28 Denis Kuljaš, 53:19 Alexandr Charitonov

Branky Běloruska: 21:40 Antoněnko, 23:28 Makrickij

Rozhodčí: Savage (CAN) – Garsjo (NOR), Jakobsen (DEN)

Vyloučení: 8:10 (2:1)

Diváků: 6 100
Rusko: Zvjagin – I. Nikulin, Žukov, Aťušov, Kirill Kolcov, Bykov, Kručinin, Chomickij, Kuljaš – Zaripov, Archipov, Sjomin – Kulemin, Malkin, Ovečkin – Sušinskij, Jemelejev, Charitonov – Grigorenko, Gorovikov, Michnov.
Bělorusko: Mezin – Kosťučenok, Kopat, Denisov, Makrickij, Žurik, Svito, Jerkovič – Skabelka, Zadělenov, Grabovskij – Ugarov, Michalev, Dudik – Čupris, Kurilin, Meleško – Jesaulov, Kosticyn, Antoněnko.
 Slovensko –  Kazachstán 6:0 (0:0, 3:0, 3:0)
8. května 2006 (20:15) – Riga (Arena Riga)

Branky Slovenska: 20:41 Richard Kapuš, 32:42 Tomáš Surový, 39:48 Milan Bartovič, 49:05 Rastislav Pavlikovský, 55:06 Miroslav Kováčik, 56:22 Milan Jurčina

Branky Kazachstánu: nikdo

Rozhodčí: Vinnerborg (SWE) – Ross (USA), Pouzar (CZE)

Vyloučení: 7:16 (2:0)

Diváků: 6 718
Slovensko: Križan – Jurčina, Milo, Vydarený, Štrbák, Harant, Graňák, Stehlík – Marián Hossa, Rastislav Pavlikovský, Marcel Hossa – Surový, Cibák, Bartovič – Čiernik, Kapuš, Zálešák – Vaic, Kollár, Kováčik.
Kazachstán: Ogurešnikov – Litviněnko, Argokov, Kovalenko, Blochin, Pupkov, Koledajev, Mazunin, Savenkov – A. Koreškov, J. Koreškov, Žailauov – Šafranov, Pčeljakov, Spiridonov – Samochvalov, Zaržickij, Krasnoslobodcev – Ogorodnikov, Troščinskij, Rifel.
 Slovensko –  Rusko 3:4 (2:2, 1:1, 0:1)
10. května 2006 (16:15) – Riga (Arena Riga)

Branky Slovenska: 6:00 Tomáš Surový, 9:03 Andrej Kollár, 36:45 Ivan Čiernik

Branky Ruska: 3:56 Denis Kuljaš, 17:26 Jevgenij Malkin, 27:23 Danis Zaripov, 46:02 Alexej Michnov

Rozhodčí: Reiber – Laschowski (CAN), Ross (USA)

Vyloučení: 11:8 (1:3, 1:0) navíc Kirill Kolcov (RUS) na 5 min a do konce utkání.

Diváků: 7 467
Slovensko: Križan – Jurčina, Milo, Vydarený, Štrbák, Harant, Graňák, Stehlík – Čiernik, Kapuš, Marcel Hossa – Surový, Cibák, Bartovič – Vaic, Rastislav Pavlikovský, Zálešák – Kollár, Kováčik.
Rusko: Zvjagin – Bykov, Kručinin, Aťušov, Kolcov, I. Nikulin, Žukov, Chomickij, Kuljaš – Sušinskij, Jemeljejev, Charitonov – Kulemin, Malkin, Ovečkin – Alexej Michnov, Archipov, Sjomin – Gorovikov, Zaripov, Grigorenko.
 Kazachstán –  Bělorusko 1:7 (1:1, 0:3, 0:3)
10. května 2006 (20:15) – Riga (Arena Riga)

Branky Kazachstánu: 18:57 Spiridonov

Branky Běloruska: 2:07 Zadělenov, 29:08 Zadělenov, 34:28 Čupris, 39:25 Grabovskij, 45:11 Zadělenov, 46:13 Dudik, 48:42 Grabovskij

Rozhodčí: Looker (USA) – Kekäläinen (FIN), Pouzar (CZE)

Vyloučení: 11:7 (0:3, 0:1) navíc Denisov (BLR) na 5 min a do konce utkání.

Diváků: 5 000
Kazachstán: Ogurešnikov (47. Tambulov) – Litviněnko, Argokov, Kovalenko, Blochin, Pupkov, Koledajev,Mazunin, Savenkov – A. Koreškov, J. Koreškov, Žailauov – Šafranov, Pčeljakov, Spiridonov – Samochvalov, Zaržickij, Krasnoslobodcev – Ogorodnikov, Troščinskij, Rifel.
Bělorusko: Mezin – Kosťučenok, Kopat, Denisov, Makrickij, Žurik, Svito, Jerkovič – Skabelka, Zadělenov, Grabovskij – Ugarov, Michalev, Dudik – Čupris, Kurilin, Meleško – Jesaulov, Kosticyn, Antoněnko – Kukuškin.

### Skupina D
| P | Tým    | Z | V | R | P | GV | GI | +/- | B |
| - | ------ | - | - | - | - | -- | -- | --- | - |
| 1 | Kanada | 3 | 3 | 0 | 0 | 14 | 5  | +9  | 6 |
| 2 | USA    | 3 | 2 | 0 | 1 | 7  | 3  | +4  | 4 |
| 3 | Norsko | 3 | 1 | 0 | 2 | 8  | 13 | –5  | 2 |
| 4 | Dánsko | 3 | 0 | 0 | 3 | 6  | 14 | –8  | 0 |

 USA –  Norsko 3:1 (0:1, 1:0, 2:0)
5. května 2006 (16:15) – Riga (Skonto Arena)

Branky USA: 21:21 Dustin Brown, 45:42 Dustin Brown, 55:46 Dustin Brown

Branky Norska: 13:32 Jakobsen

Rozhodčí: Vinnerborg – Takula (SWE), Schröter (GER)

Vyloučení: 9:8 (3:1)

Diváků: 6 800
USA: Anderson – Alberts, Corvo, Gill, Suter, Orpik, Komisarek, Meyer – Reasoner, Malone, Brown – Cullen, Hall, Hilbert – Slater, Kesler, Park – Stafford, Yan Stastny, Kessel.
Norsko: Grotnes – Ryman, Myrvold, Mats Trygg, Nilsen, Lund, Jakobsen, Holos – Skroder, Vikingstad, Thoresen – Bastiansen, Ask, Marthinsen – Marius Trygg, Hansen, Holtet – Spets, Nagel, Andersen – Nygard.
 Dánsko –  Kanada 3:5 (0:3, 3:0, 0:2)
5. května 2006 (20:15) – Riga (Skonto Arena)

Branky Dánska: 27:43 F. Nielsen, 30:46 J. Nielsen, 37:49 Staal

Branky Kanady: 5:01 Brad Boyes, 7:18 Sidney Crosby, 13:41 Mike Comrie, 43:17 Sidney Crosby, 53:09 Mike Richards

Rozhodčí: Minář (CZE) – Kekalainen (FIN), Zatta (ITA)

Vyloučení: 8:5 (1:2, 1:0)

Diváků: 3 427
Dánsko: Hirsch – Schioldan, D. Nielsen, Pander, Damgaard, Andreasen, Dahlmann, Johnsen – F. Nielsen, Kjaergaard, J. Nielsen – Nordby-Andersen, Green, Staal – Regin, Hansen, Degn – Smidt, Reinert, Pyndt.
Kanada: Denis – Robidas, Schultz, Hamhuis, Stuart, Dupont – Boyes, Bergeron, Crosby – Calder, Williams, Comrie – Metropolit, Hartnell, Richards – Carter.
 USA –  Dánsko 3:0 (0:0, 2:0, 1:0)
7. května 2006 (16:15) – Riga (Skonto Arena)

Branky USA: 20:33 Andrew Alberts, 26:32 Yan Stastny, 52:52 Richard Park

Branky Dánska: nikdo

Rozhodčí: Reiber (CAN) – Novák (SVK), Wehrli (SUI)

Vyloučení: 6:7 (0:0)

Diváků: 3 886
USA: Anderson – Alberts, Corvo, Gill, Suter, Orpik, Komisarek, Meyer – Reasoner, Malone, Brown – Cullen, Hall, Hilbert – Slater, Kesler, Park – Stafford, Stastny, Kessel.
Dánsko: Hirsch – Schioldan, D. Nielsen, Pander, Damgaard, Andreasen, Dahlmann, Johnsen – F. Nielsen, Kjaergaard, J. Nielsen – Nordby-Andersen, Green, Staal – Regin, Hansen, Degn – Smidt, Reinert, Pyndt.
 Kanada –  Norsko 7:1 (3:0, 4:0, 0:1)
7. května 2006 (20:15) – Riga (Skonto Arena)

Branky Kanady: 8:09 Patrice Bergeron, 8:33 Brad Boyes, 13:35 Mike Comrie, 21:05 Sidney Crosby, 23:00 Jason Williams , 31:56 Patrice Bergeron, 33:53 Brendan Shanahan

Branky Norska: 47:42 Thoresen

Rozhodčí: Poljakov (RUS) – Takula (SWE), Vasko (BLR)

Vyloučení: 7:13 (3:1)

Diváků: 4 000
Kanada: Auld – Robidas, Schultz, Seabrook, Stuart, Dupont – Boyes, Bergeron, Crosby – Shanahan, Williams, Comrie – Richard, Calder, Carter – Metropolit, Hartnell, Pettinger – Cammalleri.
Norsko: Grotnes (33. Gundersen) – Ryman, Myrvold, Mats Trygg, Nilsen, Lund, Jakobsen, Holos – Skroder, Vikingstad, Thoresen – Spets, Bastiansen, Ask – Marius Trygg, Hansen, Holtet – Marthinsen, Andersen, Nygard – Nagel.
 Norsko –  Dánsko 6:3 (1:2, 3:0, 2:1)
9. května 2006 (16:15) – Riga (Skonto Arena)

Branky Norska: 16:36 Mats Trygg, 28:41 Hansen, 30:02 Skröder, 33:34 Thoresen, 41:08. Holtet, 59:18 Vikingstad

Branky Dánska: 17:30 Green M., 19:59 Staal, 43:43 Hansen

Rozhodčí: Schütz – Schröter (GER), Zatta (ITA)

Vyloučení: 10:9 (4:2)

Diváků: 3 100
Norsko: Gundersen – Ryman, Myrvold, Mats Trygg, Nilsen, Lund, Jakobsen, Holos – Skröder, Vikingstad, Thoresen – Spets, Holtet, Ask – Marius Trygg, Hansen, Bastiansen – Marthinsen, Andersen, Nygard – Nagel.
Dánsko: Hirsch – Pander, Johnsen, Schioldan, D. Nielsen, Andreasen, Dahlmann, Boedker – Nordby-Andersen, Green, Staal – F. Nielsen, Kjaergaard, J. Nielsen – Regin, Hansen, Degn – Smidt, Reinert, Pyndt.
 Kanada –  USA 2:1 (0:1, 1:0, 1:0)
9. května 2006 (20:15) – Riga (Skonto Arena)

Branky Kanady: 29:01 Sidney Crosby, 47:44 Brendan Shanahan

Branky USA: 13:53 Phil Kessel

Rozhodčí: Levonen (FIN) – Takula (SWE), Wehrli (SUI)

Vyloučení: 8:9 (1:0)

Diváků: 4 553
Kanada: Auld – Hamhuis, Robidas, Seabrook, Stuart, Dupont, Schultz, Daley – Hartnell, Richards, Carter – Shanahan, Comrie, Williams – Boyes, Bergeron, Crosby – Calder, Metropolit, Pettinger – Cammalleri.
USA: Bacashihua – Gill, Suter, Meyer, Komisarek, Orpik, Corvo, Alberts – Reasoner, Malone, Brown – Cullen, Park, Hilbert – Kesler, Stastny, Hall – Slater, Stafford, Kessel.

### Osmifinále A
| P | Tým      | Z | V | R | P | GV | GI | +/- | B |
| - | -------- | - | - | - | - | -- | -- | --- | - |
| 1 | Kanada   | 5 | 4 | 0 | 1 | 28 | 10 | +18 | 8 |
| 2 | Finsko   | 5 | 3 | 1 | 1 | 17 | 7  | +10 | 7 |
| 3 | USA      | 5 | 3 | 0 | 2 | 11 | 10 | +1  | 6 |
| 4 | Česko    | 5 | 2 | 2 | 1 | 14 | 12 | +2  | 6 |
| 5 | Lotyšsko | 5 | 1 | 1 | 3 | 7  | 23 | –16 | 3 |
| 6 | Norsko   | 5 | 0 | 0 | 5 | 5  | 20 | –15 | 0 |

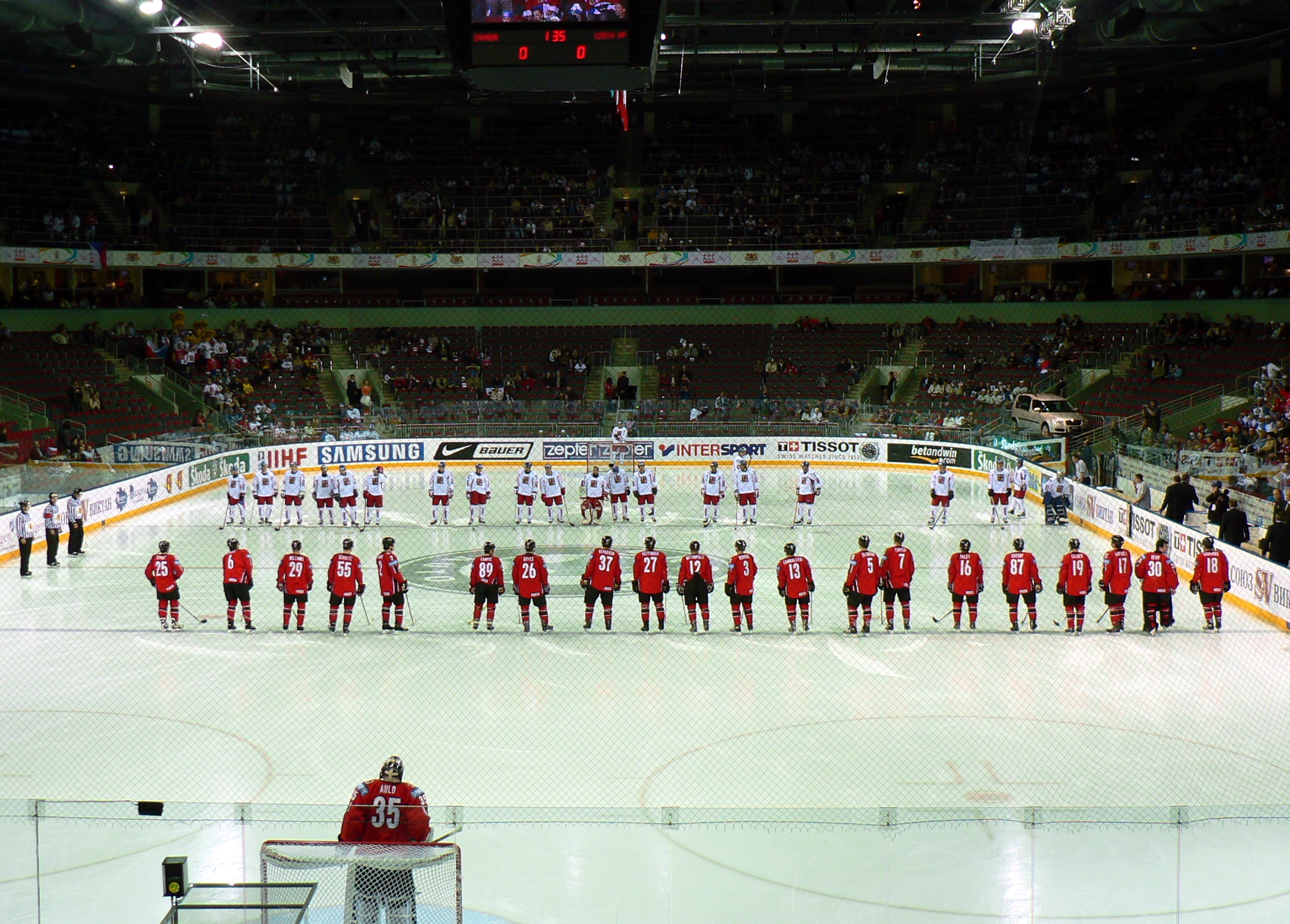
Česko – Kanada 6:4.

Utkání ze základní skupiny se započítávala.
 Kanada –  Lotyšsko 11:0 (4:0, 1:0, 6:0)
11. května 2006 (20:15) – Riga (Arena Riga)

Branky Kanady: 5:41 Jason Williams , 8:49 Sidney Crosby, 14:40 Brad Boyes, 17:43 Patrice Bergeron, 25:58 Brendan Shanahan, 40:24 Jeff Carter, 41:18 Matt Pettinger, 42:24 Mike Richards, 45:59 Kyle Calder, 46:31 Kyle Calder, 50:17 Scott Hartnell

Branky Lotyšska: nikdo

Rozhodčí: Looker (USA) – Lešnjak (SLO), Pouzar (CZE)

Vyloučení: 16:8 (9:0)

Diváků: ???
Kanada: Denis – Hamhuis, Robidas, Seabrook, Stuart, Dupont, Schultz, Daley – Hartnell, Richards, Carter – Shanahan, Comrie, Williams – Boyes, Bergeron, Crosby – Calder, Metropolit, Pettinger – Cammalleri.
Lotyšsko: Naumovs (16. Raitums) – Rekis, Saviels, Jass, Tribuncovs, Galvinš, Pujacs, Astašenko,Jerofejevs – Cipulis, Sprukts, Pantěljejevs – Semjonovs, Niživijs, Tambijevs – Blinovs, Redlihs, Širokovs – Vasiljevs, Štals, Dazinš.
 Finsko –  USA 4:0 (1:0, 2:0, 1:0)
12. května 2006 (20:15) – Riga (Arena Riga)

Branky Finska: 11:13 Mikko Koivu, 26:01 Sean Bergenheim, 32:44 Petteri Nummelin, 54:27 Lasse Kukkonen

Branky USA: nikdo

Rozhodčí: Minář (CZE) – Oskirko (RUS), Wehrli (SUI)

Vyloučení: 7:7 (1:0)

Diváků: 8 500
Finsko: Niittymäki – Nummelin, Berg, Kukkonen, Lehtonen, Mäntylä, Saravo, Luoma – Miettinen, Jussi Jokinen, Peltonen – Kallio, Viuhkola, Hentunen – Tuomo Ruutu, Mikko Koivu, Jarkko Ruutu – Rita, Pirnes, Hahl – Bergenheim.
USA: Anderson – Alberts, Gill, Komisarek, Meyer, Corvo, Suter, Orpik – Cullen, Malone, Brown – Reasoner, Park, Hilbert – Kesler, Stastny, Hall – Slater, Stafford, Kessel.
 Česko –  Norsko 3:1 (0:1, 2:0, 1:0)
12. května 2006 (16:15) – Riga (Arena Riga)

Branky Česka: 27:21 Jan Hlaváč, 38:31 Jaroslav Balaštík, 58:26 Petr Tenkrát

Branky Norska: 12:21 Ask

Rozhodčí: Poljakov (RUS) – Jakobsen (DEN), Novák (SVK)

Vyloučení: 5:5 (0:1)

Diváků: 7 004
Česko: Milan Hnilička – Zbyněk Michálek, Tomáš Kaberle, Lukáš Krajíček, Jan Hejda, Martin Richter, Martin Škoula – Martin Erat, David Výborný, Jan Hlaváč – Zbyněk Irgl, Tomáš Plekanec, Jan Bulis – Jaroslav Balaštík, Jaroslav Hlinka, Ivo Prorok – Petr Tenkrát, Patrik Štefan, Tomáš Rolinek.
Norsko: Gundersen – Ryman, Myrvold, Jakobsen, J. Nilsen, Mats Trygg – Skroeder, Thoresen, Vikingstad – Bastiansen, Ask, Holtet – Marius Trygg, Spets, Hansen – Andersen, Marthinsen, Nagel.
 USA –  Lotyšsko 4:2 (0:0, 2:1, 2:1)
13. května 2006 (20:15) – Riga (Arena Riga)

Branky USA: 20:59 Ryan Malone, 34:39 Dustin Brown, 42:27 Patrick O’Sullivan , 49:50 Ryan Suter

Branky Loytšska: 22:12 Darzinš, 41:00 Semjonovs

Rozhodčí: Jonák – Novák (SVK), Takula (FIN)

Vyloučení: 12:11 (3:1)

Diváků: 10 500
USA: Anderson – Suter, Gill, Komisarek, Meyer, Corvo, Orpik, Alberts – Malone, Brown, Kessel – O'Sullivan, Kesler, Stastny – Cullen, Park, Hilbert – Hall, Slater, Stafford – Reasoner.
Lotyšsko: Naumovs – Rekis, Saviels, Jass, Tribuncovs, Galvinš, Pujacs, Jerofejevs – Cipulis, Sprukts, Pantěljejevs – Semjonovs, Daugavinš, Tambijevs – Redlihs, Niživijs, Širokovs – Vasiljevs, Štals, Darzinš – Blinovs.
 Norsko –  Finsko 0:3 (0:1, 0:1, 0:1)
14. května 2006 (16:15) – Riga (Arena Riga)

Branky Norska: nikdo

Branky Finska: 9:35 Jukka Hentunen, 33:30 Jussi Jokinen, 55:58 Esa Pirnes

Rozhodčí: Jonák (SVK) – Jakobsen (DEN), Vasko (BLR)

Vyloučení: 7:6 (0:1)

Diváků: 7 345
Norsko: Gundersen – Ryman, Myrvold, J. Nilsen, Mats Trygg, Jakobsen, Tolös, Lund – Skroeder, Thoresen, Vikingstad – Bastiansen, Ask, Holtet – Marius Trygg, Spets, Hansen – Andersen, Marthinsen, Nagel – Nygard.
Finsko: Norrena – Nummelin, Berg, Kukkonen, Lehtonen, Mäntylä, Saravo, Luoma – Miettinen, Olli Jokinen, Peltonen – Hentunen, Pirnes, Kallio – Jussi Jokinen, Mikko Koivu, Tuomo Ruutu – Bergenheim, Hahl, Jarkko Ruutu – Rita.
 Česko –  Kanada 6:4 (3:1, 1:2, 2:1)
14. května 2006 (20:15) – Riga (Arena Riga)

Branky Česka: 6:34 Petr Hubáček, 8:06 David Výborný, 13:30 Tomáš Plekanec, 35:04 Zbyněk Irgl, 46:29 Jaroslav Balaštík, 53:39 Martin Erat

Branky Kanady: 15:44 Stephane Robidas, 21:51 Mike Richards, 31:26 Dan Hamhuis, 41:01 Sidney Crosby

Rozhodčí: Schütz (GER) – Oskirko (RUS), Wehrli (SUI)

Vyloučení: 5:4 (0:0)

Diváků: 7 474
Česko: Milan Hnilička – Zbyněk Michálek, Tomáš Kaberle, Lukáš Krajíček, Jan Hejda, Martin Richter, Martin Škoula – Martin Erat, David Výborný, Jan Hlaváč – Jaroslav Bednář, Patrik Štefan, Jan Bulis – Jaroslav Balaštík, Jaroslav Hlinka, Petr Hubáček – Zbyněk Irgl, Tomáš Plekanec, Petr Tenkrát.
Kanada: |Alex Auld – Stephane Robidas, Nick Schultz, Dan Hamhuis, Brad Stuart, Brent Seabrook, Trevor Daley, Micki Dupont – Brendan Shanahan, Mike Comrie, Jason Williams – Patrice Bergeron, Sidney Crosby, Brad Boyes – Jeff Carter, Mike Richards, Kyle Calder – Matt Pettinger, Mike Cammalleri, Scott Hartnell – Glen Metropolit.
 Kanada –  Finsko 4:2 (2:1, 1:0, 1:1)
15. května 2006 (20:15) – Riga (Arena Riga)

Branky Kanady: 5:58 Patrice Bergeron, 16:57 Jeff Carter, 26:33 Jeff Carter, 51:36 Brad Boyes

Branky Finska: 18:15 Mikko Koivu, 50:46 Petteri Nummelin

Rozhodčí: Vinnerborg (SWE) – Lešnjak (SLO), Takula (FIN)

Vyloučení: 8:7 (1:1, 2:0) navíc Jarkko Ruutu (FIN) na 10 min.

Diváků: 7 171
Kanada: Denis – Robidas, Schultz, Hamhuis, Stuart, Seabrook, Daley, Dupont – Shanahan, Comrie, Williams – Bergeron, Crosby, Boyes – Carter, Richards, Calder – Pettinger, Cammalleri, Hartnell – Metropolit.
Finsko: Niittymäki (32. Norrena) – Nummelin, Berg, Kukkonen, Lehtonen, Luoma, Saravo, Mäntylä – Jussi Jokinen, Olli Jokinen, Peltonen – Kallio, Pirnes, Hentunen – Tuomo Ruutu, Mikko Koivu, Miettinen – Hahl, Viuhkola, Jarkko Ruutu – Bergenheim.
 Česko –  USA 1:3 (0:2, 1:0, 0:1)
16. května 2006 (15:15) – Riga (Arena Riga)

Branky Česka: 27:25 Jan Hlaváč

Branky USA: 13:03 Ryan Malone, 19:43 Mark Cullen, 47:25 Dustin Brown

Rozhodčí: Poljakov (RUS) – Eglitis (LAT), Oskirko (RUS)

Vyloučení: 3:3 (0:0)

Diváků: 7 441
Česko: Milan Hnilička – Zbyněk Michálek, Tomáš Kaberle, Lukáš Krajíček, Jan Hejda, Martin Richter, Martin Škoula – Martin Erat, David Výborný, Jan Hlaváč – Ivo Prorok (49. Tomáš Rolinek), Patrik Štefan, Jan Bulis – Jaroslav Balaštík, Jaroslav Hlinka, Petr Hubáček – Zbyněk Irgl, Tomáš Plekanec, Petr Tenkrát.
USA: Jason Bacashihua – Ryan Suter, Hal Gill, Michael Komisarek, Frederick Meyer, Joe Corvo, Brooks Orpik, Andrew Alberts – Ryan Malone, Phil Kessel, Dustin Brown – Patrick O’Sullivan , Ryan Kesler, Yan Stastny – Mark Cullen, Richard Park, Andy Hilbert – Martin Reasoner, Adam Hall, Jim Slater.
 Lotyšsko –  Norsko 4:2 (2:0, 1:1, 1:1)
16. května 2006 (19:15) – Riga (Arena Riga)

Branky Lotyšska: 6:44 Rekis, 8:34 Blinovs, 36:02 Darzinš, 53:16 Semjonovs

Branky Norska: 30:58 Skroeder, 59:34 Nygard

Rozhodčí: Minář (CZE) – R. Jakobsen (DEN), Vasko (BLR)

Vyloučení: 6:9 (2:1)

Diváků: 9 173
Lotyšsko: Naumovs – Rekis, Saviels, Jass, Tribuncovs, Galvinš, Pujacs, Jerofejevs – Cipulis, Sprukts, Širokovs – Semjonovs, Daugavinš, Tambijevs – Vasiljevs, Štals, Darzinš – Redlihs, Niživijs, Blinovs.
Norsko: Gundersen – Ryman, Myrvold, J. Nilsen, T. Jakobsen, Holös, Lund – Skroeder, Andersen, Vikingstad – Bastiansen, Ask, Holtet – Marius Trygg, Spets, Hansen – Nygard, Marthinsen, Nagel.

### Osmifinále B
| P | Tým       | Z | V | R | P | GV | GI | +/- | B |
| - | --------- | - | - | - | - | -- | -- | --- | - |
| 1 | Rusko     | 5 | 4 | 1 | 0 | 22 | 11 | +11 | 9 |
| 2 | Švédsko   | 5 | 2 | 2 | 1 | 17 | 15 | +2  | 6 |
| 3 | Bělorusko | 5 | 3 | 0 | 2 | 16 | 10 | +6  | 6 |
| 4 | Slovensko | 5 | 2 | 1 | 2 | 19 | 10 | +9  | 5 |
| 5 | Švýcarsko | 5 | 1 | 2 | 2 | 12 | 15 | –3  | 4 |
| 6 | Ukrajina  | 5 | 0 | 0 | 5 | 4  | 29 | –25 | 0 |

Utkání ze základní skupiny se započítávala.
 Rusko –  Ukrajina 6:0 (1:0, 0:0, 5:0)
11. května 2006 (16:15) – Riga (Arena Riga)

Branky Ruska: 16:06 Maxim Sušinskij, 41:03 Maxim Sušinskij, 46:06 Alexandr Ovečkin, 48:19 Denis Kuljaš, 53:47 Sergej Mozjakin, 57:03 Igor Grigorenko

Branky Ukrajiny: nikdo

Rozhodčí: Schütz (GER) – Eglitis (LAT), Takula (SWE)

Vyloučení: 4:8 (4:0) navíc Bobkin (UKR) na 5 min. a do konce utkání.

Diváků: 6 963
Rusko: Zvjagin (52. Fomičev) – Aťušov, Kuljaš, Bykov, Kručinin, Žukov, I. Nikulin, Mišarin, Chomickij – Kulemin, Malkin, Ovečkin – Sušinskij, Jemeljejev, Charitonov – Alexej Michnov, Archipov, Sjomin – Mozjakin, Grigorenko, Gorovikov.
Ukrajina: Karpenko – Guňko, Polonickij, Ostrouško, Navarenko, Srjubko – Šachrajčuk, Litviněnko, Kasjančuk – Materuchin, Šafarenko, Michnov – Bobrovnikov, Djačenko, Salnikov – Donika, Procenko, Bobkin – Oleckij.
 Švýcarsko –  Slovensko 2:2 (0:1, 0:1, 2:0)
12. května 2006 (16:15) – Riga (Skonto Arena)

Branky Švýcarska: 49:50 Reichert, 58:04 Jeannin

Branky Slovenska: 14:18 Martin Cibák, 31:33 Dušan Milo

Rozhodčí: Savage (CAN) – Kekalainen (FIN), Schröter (GER)

Vyloučení: 6:7 (1:1) navíc Deruns (SUI) na 5 min a do konce utkání.

Diváků: 2 325
Švýcarsko: Aebischer – Streit, Helbling, Seger, Forster, Vauclair, Steinegger, Blindenbacher, Bezina – Della Rossa, Plüss, Sannitz – Wirz, Rüthermann, Romy – Paterlini, Jeannin, Lemm – Ambühl, Deruns, Reichert.
Slovensko: Križan – Jurčina, Milo, Harant, Graňák, Vydarený, Štrbák – Čiernik, Kapuš, Marcel Hossa – Michal Hudec, Rastislav Pavlikovský, Zálešák – Surový, Cibák, Bartovič – Vaic, Kollár, Kováčik.
 Švédsko –  Bělorusko 4:1 (4:0, 0:0, 0:1)
12. května 2006 (20:15) – Riga (Skonto Arena)

Branky Švédska: 4:16 Michael Nylander, 7:18 Jonas Nordquist, 16:40 Magnus Johansson, 18:58 Per Hallberg

Branky Běloruska: 49:14 Zadělenov

Rozhodčí: Levonen (FIN) – Laschowski (CAN), Ross (USA)

Vyloučení: 12:11 (1:1)

Diváků: 2 209
Švédsko: Johan Holmqvist – Ronnie Sundin, Magnus Johansson, Hallberg, Timander, Kenny Jönsson, Kronwall, Andreas Holmqvist – Franzén, Zetterberg, Samuelsson – Martensson, Nylander, Melin – Fredrik Emvall, Andreas Karlsson, Mattsson – Jörgen Jönsson, Nordquist, Hannula – Mathias Johansson.
Bělorusko: Mezin – Makrickij, Kosťučenok, Žurik, Svito, Kopat, Jerkovič, Rjadinskij – Ugarov, Michalev, Dudik – Skabelka, Zadělenov, Grabovskij – Kukuškin, Kosticyn, Antoněnko – Čupris, Meleško, Savin – Jesaulov.
 Bělorusko –  Ukrajina 9:1 (1:0, 3:1, 5:0)
13. května 2006 (20:15) – Riga (Skonto Arena)

Branky Běloruska: 10:36 Grabovskij, 22:11 Kosťučenok, 22:37 Antoněnko, 35:47 Grabovskij, 45:06 Dudik, 46:17 Skabelka, 56:40 Kopat, 57:26 Grabovskij, 57:48 Dudik

Branky Ukrajiny: 39:47 Guňko

Rozhodčí: Schütz (GER) – Garsjo (NOR), Zatta (ITA)

Vyloučení: 7:14 (5:0) navíc Guňko (UKR) na 10 min.

Diváků: 2 732
Bělorusko: Mezin – Makrickij, Denisov, Svito, Jerkovič, Kopat, Kosťučenok, Rjadinskij – Ugarov, Michalev, Dudik – Kosticyn, Zadělenov, Grabovskij – Kurilin, Meleško, Čupris – Kukuškin, Antoněnko, Skabelka – Jesaulov.
Ukrajina: Simčuk – Guňko, Klimentěv, Ostrouško, Zavalňuk, Polonickij, Srjubko, Navarenko – Šachrajčuk, Litviněnko, Kasjančuk – Bobrovnikov, Djačenko, Salnikov – Materuchin, Šafarenko, Michnov – Donika, Procenko, Oleckij.
 Rusko –  Švýcarsko 6:3 (1:0, 1:2, 4:1)
14. května 2006 (16:15) – Riga (Skonto Arena)

Branky Ruska: 13:55 Danis Zaripov, 22:26 Denis Archipov, 40:51 Dmitrij Bykov, 42:38 Ilja Nikulin, 57:25 Nikolaj Kuljomin, 59:45 Jevgenij Malkin

Branky Švýcarska: 22:36 Paterlini, 32:33 Forster, 45:17 Bezina

Rozhodčí: Minář – Pouzar (CZE), Schröter (GER)

Vyloučení: 7:7 (2:1)

Diváků: 3 729
Rusko: Zvjagin – Kuljaš, Bykov, Kirill Kolcov, Aťušov, Žukov, I. Nikulin, Mišarin, Chomickij – Sušinskij, Jemeljejev, Zaripov – Kuljomin, Malkin, Ovečkin – Alexej Michnov, Archipov, Sjomin – Mozjakin, Grigorenko, Gorovikov.
Švýcarsko: Aebischer – Blindenbacher, Bezina, B. Gerber, Seger, Steinegger, Vauclair, Forster, Streit – Della Rossa, Plüss, Rüthemann – Ambühl, Paterlini, Reichert – Jeannin, Sannitz, Lemm – Deruns, Wirz, Romy.
 Slovensko –  Švédsko 5:2 (2:0, 2:2, 1:0)
14. května 2006 (20:15) – Riga (Skonto Arena)

Branky Slovenska: 1:45 Marián Hossa, 8:57 Martin Cibák, 21:57 René Vydarený, 26:42 Marcel Hossa, 46:33 Andrej Kollár

Branky SSSR: 22:20 Magnus Johansson, 23:29 Andreas Karlsson

Rozhodčí: Hansen – Ross (USA), Laschowski (CAN)

Vyloučení: 8:7 (3:1, 1:0)

Diváků: 2 882
Slovensko: Križan – Vydarený, Štrbák, Jurčina, Milo, Stehlík, Graňák, Harant – Čiernik, Kapuš, Bartovič – Marián Hossa, Rastislav Pavlikovský, Marcel Hossa – Surový, Cibák, Zálešák – Vaic, Kollár, Kováčik.
Švédsko: Henriksson – Ronnie Sundin, Magnus Johansson, Kenny Jönsson, Andreas Holmqvist, Kronwall, Hallberg -Franzén, Zetterberg, Samuelsson – Martensson, Nylander, Melin – Emwall, Andreas Karlsson, Mattsson – Jörgen Jönsson, Nordquist, Hannula.
 Švédsko –  Rusko 3:3 (1:2, 2:0, 0:1)
15. května 2006 (20:15) – Riga (Skonto Arena)

Branky Švédska: 7:33 Mikael Samuelsson, 20:14 Mikael Samuelsson, 22:58 Jörgen Jönsson

Branky Ruska: 1:22 Alexandr Ovečkin, 11:28 Alexej Michnov, 55:47 Alexej Michnov

Rozhodčí: Savage (CAN) – Kekäläinen (FIN), Novák (SVK)

Vyloučení: 8:9 (2:1)

Diváků: 3 983
Švédsko: J. Holmqvist – R. Sundin, Magnus Johansson, Kenny Jönsson, Kronwall, Hallberg, Timander, A. Holmqvist – Franzén, Zetterberg, Bäckström – Fredrik Emvall, Andreas Karlsson, Mattsson – Jörgen Jönsson, Nylander, Samuelsson – Martensson, Joel Lundqvist, Hannula – Nordquist.
Rusko: Sokolov – Kuljaš, Bykov, Kolcov, Aťušov, Žukov, I. Nikulin, Mišarin, Chomickij – Sušinskij, Jemeljejev, Zaripov – Kulemin, Malkin, Ovečkin – Alexej Michnov, Archipov, Sjomin – Mozjakin, Grigorenko, Gorovikov.
 Švýcarsko –  Bělorusko 1:2 (0:1, 0:1, 1:0)
16. května 2006 (15:15) – Riga (Skonto Arena)

Branky Švýcarska: 48:17 Plüss

Branky Běloruska: 9:04 Skabelka, 29:58 Zadělenov

Rozhodčí: Hansen – Ross (USA), Schröter (GER)

Vyloučení: 5:5 (0:0)

Diváků: 3 170
Švýcarsko: Aebischer – Vauclair, Bezina, Seger, Streit, Steinegger, B. Gerber, Forster – Paterlini,Jeannin, Sannitz -Della Rossa, Plüss, Demuth – Wirz, Rüthemann, Reichert – Ambühl, Lemm, Deruns – Romy.
Bělorusko: Mezin – Makrickij, Denisov, Kopat, Kosťučenok, Svito, Jerkovič, Rjadinskij – Ugarov, Michalev, Dudik – Kurilin, Meleško, Čupris – Kukuškin, Antoněnko, Skabelka – Kosticyn, Zadělenov, Grabovskij – Savin.
 Slovensko –  Ukrajina 8:0 (1:0, 4:0, 3:0)
16. května 2006 (19:15) – Riga (Skonto Arena)

Branky Slovenska: 12:52 Richard Kapuš, 21:36 Dušan Milo, 25:11 Martin Štrbák , 35:46 Miroslav Kováčik, 36:58 Milan Bartovič, 44:25 Richard Kapuš, 49:19 Michal Hudec, 58:25 Milan Jurčina

Branky Ukrajiny: nikdo

Rozhodčí: Levonen (FIN) – Lešnjak (SLO), Zatta (ITA)

Vyloučení: 4:9 (3:0)

Diváků: 2 582
Slovensko: Križan – Vydarený, Štrbák, Jurčina, Milo, Harant, Graňák, Stehlík – Čiernik, Kapuš, Bartovič – Marián Hossa (41. Michal Hudec), Rastislav Pavlikovský, Marcel Hossa – Surový, Cibák, Zálešák – Vaic, Kollár, Miroslav Kováčik.
Ukrajina: Karpenko – Klimentěv, Guňko, Zavalňuk, Srjubko, Ostrouško, Navarenko, Polonickij – Kasjančuk, Litviněnko, Šachrajčuk – Djačenko, Bobrovnikov, Salnikov – Materuchin, Šafarenko, Andrij Michnov – Bobkin, Oleckij, Procenko.

### Play off
|  | Čtvrtfinále | Čtvrtfinále |         |        | Semifinále  | Semifinále  |  |  | Finále | Finále |
|  |             |             |         |        |             |             |  |  |        |        |
|  |             |             |         |        |             |             |  |  |        |        |
|  |             |             |         |        |             |             |  |  |        |        |
|  | Švédsko     | 6           |         |        |             |             |  |  |        |        |
|  | Švédsko     | 6           |         |        |             |             |  |  |        |        |
|  | USA         | 0           |         |        |             |             |  |  |        |        |
|  | USA         | 0           | Švédsko | 5      |             |             |  |  |        |        |
|  |             |             | Švédsko | 5      |             |             |  |  |        |        |
|  |             | Kanada      | 4       |        |             |             |  |  |        |        |
|  | Kanada      | Kanada      | 4       | 4      |             |             |  |  |        |        |
|  | Kanada      |             |         | 4      |             |             |  |  |        |        |
|  | Slovensko   | 1           |         |        |             |             |  |  |        |        |
|  | Slovensko   | 1           | Švédsko | 4      |             |             |  |  |        |        |
|  |             |             | Švédsko | 4      |             |             |  |  |        |        |
|  |             | Česko       | 0       |        |             |             |  |  |        |        |
|  | Česko       | Česko       | 0       | 4      |             |             |  |  |        |        |
|  | Česko       |             |         | 4      |             |             |  |  |        |        |
|  | Rusko       | 3           |         |        |             |             |  |  |        |        |
|  | Rusko       | 3           | Česko   | 3      | Třetí místo | Třetí místo |  |  |        |        |
|  |             |             | Česko   | 3      | Třetí místo | Třetí místo |  |  |        |        |
|  |             | Finsko      | 1       |        |             |             |  |  |        |        |
|  | Finsko      | Finsko      | 1       | 3      | Finsko      | 5           |  |  |        |        |
|  | Finsko      |             |         | 3      | Finsko      | 5           |  |  |        |        |
|  | Bělorusko   | 0           |         | Kanada | 0           |             |  |  |        |        |
|  | Bělorusko   | 0           |         |        | 0           |             |  |  |        |        |
|  |             |             |         |        |             |             |  |  |        |        |
|  |             |             |         |        |             |             |  |  |        |        |

### Čtvrtfinále
Švédsko –  USA 6:0 (2:0, 2:0, 2:0)
17. května 2006 (15:15) – Riga (Arena Riga)

Branky Švédska: 2:48 Mika Hannula, 15:40 Mika Hannula, 25:51 Mikael Samuelsson, 35:34 Kenny Jönsson, 48:41 Mika Hannula, 58:36 Andreas Karlsson

Branky USA: nikdo

Rozhodčí: Reiber (SUI) – Kekäläinen (FIN), Novák (SVK)

Vyloučení: 5:7 (2:0)

Diváků: 4 200
Švédsko: Johan Holmqvist – Ronnie Sundin, Magnus Johansson, Kenny Jönsson, Kronwall, Hallberg, Timander, Andreas Holmqvist – Franzén, Zetterberg, Bäckström – Fredrik Emvall, Andreas Karlsson, Mattsson – Jörgen Jönsson, Nylander, Samuelsson – Martensson, Joel Lundqvist, Hannula.
USA: Anderson (41. Bacashihua) – Suter, Gill, Komisarek, Meyer, Corvo, Orpik, Alberts – Malone, Kessel, Brown – Cullen, Park, Hilbert – O'Sullivan, Kesler, Stastny – Reasoner, Hall, Slater – Stafford.
 Kanada –  Slovensko 4:1 (0:1, 1:0, 3:0)
17. května 2006 (17:15) – Riga (Arena Riga)

Branky Kanady: 34:35 Mike Cammalleri, 52:53 Patrice Bergeron, 54:23 Sidney Crosby, 54:32 Jeff Carter

Branky Slovenska: 17:36 Dušan Milo

Rozhodčí: Poljakov (RUS) – Lešnjak (SLO), Ross (USA)

Vyloučení: 2:5 (0:0)

Diváků: 7 129
Kanada: Denis – Hamhuis, Stuart, Robidas, Schultz, Seabrook, Daley, Dupont – Bergeron, Crosby, Boyes – Carter, Richards, Calder – Shanahan, Comrie, Williams – Pettinger, Cammalleri, Hartnell – Metropolit.
Slovensko: Križan – Vydarený, Meszároš, Jurčina, Milo, Harant, Štrbák, Graňák, Stehlík – Čiernik, Kapuš, Bartovič – Marián Hossa, Rastislav Pavlikovský, Marcel Hossa – Surový, Cibák, Zálešák – Vaic, Kollár, Miroslav Kováčik.

 Rusko –  Česko 3:4pp (1:0, 0:1, 2:2 – 0:1)
18. května 2006 (16:15) – Riga (Arena Riga)

Branky Ruska: 2:30 Alexandr Ovečkin, 45:10 Sergej Mozjakin, 58:55 Alexej Michnov

Branky Česka: 25:45 Tomáš Kaberle, 43:49 Jaroslav Hlinka, 47:06 Patrik Štefan, 67:58 Zbyněk Irgl

Rozhodčí: Vinnerborg (SWE) – Takula (FIN), Wehrli (SUI)

Vyloučení: 8:9 (0:3)

Diváků: 8 082
Rusko: Maxim Sokolov – Vitalij Aťušov, Kirill Kolcov, Ilja Nikulin, Sergej Žukov, Dmitrij Bykov, Denis Kuljaš, Vadim Chomickij, Andrej Kručinin – Nikolaj Kuljomin, Jevgenij Malkin, Alexandr Ovečkin – Alexej Michnov, Denis Archipov, Alexandr Sjomin – Maxim Sušinskij, Igor Jemelejev, Danis Zaripov – Igor Grigorenko, Konstantin Gorovikov, Sergej Mozjakin.
Česko: Milan Hnilička – Zbyněk Michálek, Tomáš Kaberle, Lukáš Krajíček, Jan Hejda, Martin Richter, Martin Škoula – Martin Erat, David Výborný, Jan Hlaváč – Petr Tenkrát, Patrik Štefan, Jan Bulis – Jaroslav Balaštík, Jaroslav Hlinka, Petr Hubáček – Zbyněk Irgl, Tomáš Plekanec, Tomáš Rolinek.
 Finsko –  Bělorusko 3:0 (1:0, 0:0, 2:0)
18. května 2006 (20:15) – Riga (Arena Riga)

Branky Finska: 9:24 Riku Hahl, 43:58 Ville Peltonen, 54:48 Olli Jokinen

Branky Běloruska: nikdo

Rozhodčí: Savage (CAN) – Jakobsen (DEN), Pouzar (CZE)

Vyloučení: 7:5 (1:0)

Diváků: 7 164
Finsko: Norrena – Nummelin, Berg, Kukkonen, Lehtonen, Luoma, Saravo, Mäntylä – Jussi Jokinen, Olli Jokinen, Peltonen – Kallio, Viuhkola, Hentunen – Tuomo Ruutu, Mikko Koivu, Miettinen – Hahl, Bergenheim, Jarkko Ruutu – Pirnes.
Bělorusko: Mezin – Makrickij, Denisov, Svito, Kosťučenok, Jerkovič, Rjadinskij – Ugarov, Michalev, Dudik – Zadělenov, Antoněnko, Skabelka – Kurilin, Meleško, Čupris – Kosticyn, Kukuškin, Grabovskij – Savin.

### Semifinále
Česko –  Finsko 3:1 (0:1, 1:0, 2:0)
20. května 2006 (16:15) – Riga (Arena Riga)

Branky Česka: 28:26 Tomáš Plekanec, 56:17 David Výborný, 59:14 Jaroslav Hlinka

Branky Finska: 8:03 Riku Hahl

Rozhodčí: Schütz – Schröter (GER), Oskirko (RUS)

Vyloučení: 6:5 (1:0, 1:0) navíc Tomáš Kaberle (CZE) na 5 min a do konce utkání, Hentunen (FIN) na 10 min, Olli Jokinen (FIN) na 5 min a do konce utkání

Diváků: 8 763
Česko: Milan Hnilička – Zbyněk Michálek, Tomáš Kaberle, Lukáš Krajíček, Jan Hejda, Martin Richter, Martin Škoula – Martin Erat, David Výborný, Jan Hlaváč – Petr Tenkrát, Patrik Štefan, Jan Bulis – Jaroslav Balaštík, Jaroslav Hlinka, Petr Hubáček – Zbyněk Irgl, Tomáš Plekanec, Tomáš Rolinek.
Finsko: Fredrik Norrena – Petteri Nummelin, Aki-Petteri Berg, Lasse Kukkonen, Mikko Lehtonen, Mikko Luoma, Pekka Saravo – Jussi Jokinen, Olli Jokinen, Ville Peltonen – Tomi Kallio, Jukka Hentunen, Jari Viuhkola – Antti Miettinen, Mikko Koivu, Tuomo Ruutu – Jarkko Ruutu, Riku Hahl, Sean Bergenheim.

 Kanada –  Švédsko 4:5 (2:3, 1:2, 1:0)
20. května 2006 (20:15) – Riga (Arena Riga)

Branky Kanady: 8:11 Kyle Calder, 16:38 Mike Comrie, 39:25 Sidney Crosby, 43:38 Patrice Bergeron

Branky Švédska: 1:27 Niklas Kronwall, 4:11 Jörgen Jönsson, 11:52 Tony Martensson, 21:33 Mikael Samuelsson, 22:41 Jonas Nordquist

Rozhodčí: Minář – Pouzar (CZE), Ross (USA)

Vyloučení: 9:7 (2:1) navíc Mika Hannula (SWE) na 5 min a do konce utkání.

Diváků: 8 845
Švédsko: Johan Holmqvist – Ronnie Sundin, Magnus Johansson, Kenny Jönsson, Kronwall, Hallberg, Timander, Andreas Holmqvist – Franzén, Zetterberg, Bäckström – Fredrik Emvall, Andreas Karlsson, Mattsson – Jörgen Jönsson, Nylander, Samuelsson – Nordquist, Joel Lundqvist, Hannula – Martensson.
Kanada: Denis (23. Auld) – Robidas, Schultz, Hamhuis, Stuart, Seabrook, Daley, Dupont – Bergeron,Crosby, Boyes – Carter, Richards, Calder – Shanahan, Cammalleri, Williams – Pettinger, Comrie, Hartnell – Metropolit.

### Finále
Česko –  Švédsko 0:4 (0:2, 0:2, 0:0)
21. května 2006 (20:15) – Riga (Arena Riga)

Branky Česka: nikdo

Branky Švédska: 14:36 Jesper Mattsson, 15:13 Fredrik Emvall, 24:07 Niklas Kronwall, 37:01 Jörgen Jönsson

Rozhodčí: Schütz (GER) – Novák (SVK), Oskirko (RUS)

Vyloučení: 5:5 (0:1)

Diváků: 9 800
Česko: Milan Hnilička – Zbyněk Michálek, Tomáš Kaberle, Lukáš Krajíček, Jan Hejda, Martin Richter, Martin Škoula – Martin Erat, David Výborný, Jan Hlaváč – Petr Tenkrát, Patrik Štefan, Jan Bulis – Jaroslav Balaštík, Jaroslav Hlinka, Petr Hubáček – Zbyněk Irgl, Tomáš Plekanec, Tomáš Rolinek (21. Jaroslav Bednář).
Švédsko: Johan Holmqvist – Magnus Johansson, Ronnie Sundin, Niklas Kronwall, Kenny Jönsson, Mattias Timander, Per Hallberg – Nicklas Bäckström, Henrik Zetterberg, Johan Franzén – Mikael Samuelsson, Michael Nylander, Jörgen Jönsson – Jesper Mattsson, Andreas Karlsson, Fredrik Emvall – Tony Martensson, Jonas Nordquist, Joel Lundqvist.

### O 3. místo
Kanada –  Finsko 0:5 (0:1, 0:2, 0:2)
21. května 2006 (16:15) – Riga (Arena Riga)

Branky Kanady: nikdo

Branky Finska: 4:06 Tomi Kallio, 25:20 Olli Jokinen, 36:18 Riku Hahl, 45:55 Antti Miettinen, 53:56 Jussi Jokinen

Rozhodčí: Jonák (SVK) – Pouzar (CZE), Wehrli (SUI)

Vyloučení: 16:12 (0:3) navíc Tuomo Ruutu (FIN) na 10 min.

Diváků: 9 365
Kanada: Auld – Robidas, Schultz, Hamhuis, Stuart, Seabrook, Daley, Dupont – Shanahan, Cammalleri,Williams – Bergeron, Crosby, Boyes – Carter, Richards, Calder – Comrie, Pettinger, Hartnell – Metropolit.
Finsko: Norrena – Nummelin, Berg, Kukkonen, Lehtonen, Luoma, Saravo – Jussi Jokinen, Olli Jokinen, Peltonen – Kallio, Miettinen, Pirnes – Tuomo Ruutu, Mikko Koivu, Rita – Jarkko Ruutu, Hahl, Bergenheim.

### O udržení
| P  | Tým        | Z | V | R | P | GV | GI | +/- | B |
| -- | ---------- | - | - | - | - | -- | -- | --- | - |
| 13 | Dánsko     | 3 | 2 | 1 | 0 | 11 | 5  | +6  | 5 |
| 14 | Itálie     | 3 | 1 | 1 | 1 | 7  | 8  | -1  | 3 |
| 15 | Kazachstán | 3 | 1 | 0 | 2 | 9  | 6  | +3  | 2 |
| 16 | Slovinsko  | 3 | 0 | 2 | 1 | 6  | 11 | –5  | 2 |

 Slovinsko –  Dánsko 3:3 (0:2, 1:1, 2:0)
12. května 2006 (12:15) – Riga (Arena Riga)

Branky Slovinska: 24:50 Razingar, 40:23 Kranjc, 57:59 Sotlar

Branky Dánska: 1:38 Dahlmann, 8:43 Damgaard, 25:12 Staal.

Rozhodčí: Hansen (USA) – Laschowski (CAN), Zatta (ITA)

Vyloučení: 5:4 (2:2)

Diváků: 7 666
Slovinsko: Kristan – Kranjc, Sotlar, Goličič, Vidmar, Robar, Ciglenečki, Groznik – Razingar, Kopitar, M. Rodman – D. Rodman, Avgustinčič, Terlikar – Žagar, Varl, Šivic – Murič, Hebar, Hafner – Pajič.
Dánsko: Hirsch – Boedker, Damgaard, Schioldan, D. Nielsen, Andreasen, Dahlmann, Pander, Johnsen-Nordby-Andersen, Green, Staal – F. Nielsen, Kjaergaard, J. Nielsen – Regin, Hansen, Morten Madsen – Smidt, Pyndt, Degn.
 Itálie –  Kazachstán 3:2 (1:0, 0:2, 2:0)
12. května 2006 (12:15) – Riga (Skonto Arena)

Branky Itálie: 5:30 Busillo, 44:55 Busillo, 50:16 Helfer

Branky Kazachstánu: 28:24 Samochvalov, 33:35 Žailauov

Rozhodčí: Vinnerborg (SWE) – Garsjö (NOR), Novák (SVK)

Vyloučení: 7:8 (2:2) navíc Žailauov (KAZ) na 10 min.

Diváků: 3 193
Itálie: Muzzatti – Trevisani, Lorenzi, Strazzabosco, Ramoser, Helfer, Borgatello, Egger – Busillo, Molteni, Cirone – De Bettin, Margoni, Ansoldi – Fontanive, Felicetti, De Toni – Bustreo, Chelodi.
Kazachstán: Ogurešnikov – Kovalenko, Argokov, Litviněnko, Blochin, Pupkov, Koledajev, Mazunin, Savenkov – A. Koreškov, J. Koreškov, Žailauov – Šafranov, Pčeljakov, Samochvalov – Spiridonov, Zaržickij, Krasnoslobodcev – Běljajev, Troščinskij, Starčenko.
 Kazachstán –  Slovinsko 5:0 (2:0, 3:0, 0:0)
13. května 2006 (16:15) – Riga (Arena Riga)

Branky Kazachstánu: 6:09 Starčenko, 7:48 Pčeljakov, 27:10 Litviněnko, 29:56 Starčenko, 32:11 Krasnoslobodcev

Branky Slovinska: nikdo

Rozhodčí: Reiber (CAN) – Eglitis (LAT), Pouzar (CZE)

Vyloučení: 11:5 (0:1) navíc Robar (SLO) na 5 min a do konce utkání.

Diváků: 7 563
Slovinsko: Kristan – Kranjc, Sotlar, Robar, Ciglenečki, D. Rodman, Vidmar, Groznik – Razingar, Kopitar, M. Rodman – Avgustinčič, Kontrec, Žagar – Varl, Goličič, Šivic – Murič, Hebar, Terlikar.
Kazachstán: Ogurešnikov – Kovalenko, Argokov, Pupkov, Koledajev, Mazunin, Savenkov, Blochin – A. Koreškov, J. Koreškov, Žailauov – Šafranov, Pčeljakov, Samochvalov – Spiridonov, Zaržickij, Krasnoslobodcev – Běljajev, Troščinskij, Starčenko – Litviněnko.
 Itálie –  Dánsko 0:5 (0:1, 0:1, 0:3)
13. května 2006 (16:15) – Riga (Skonto Arena)

Branky Itálie: nikdo

Branky SSSR: 4:16 Boedker, 37:19 Staal, 49:46 F. Nielsen, 55:23 F. Nielsen, 59:50 Damgaard

Rozhodčí: Looker (USA) – Lešnjak (SLO), Wehrli (SUI)

Vyloučení: 13:6 (0:3) navíc Ramoser (ITA) na 5 min a do konce utkání, Cirone (ITA) na 10 min.

Diváků: 2 640
Itálie: Muzzatti – Helfer, Borgatello, Strazzabosco, F. Ramoser, Trevisani, Lorenzi, Egger – Busillo, Molteni, Cirone – De Bettin, Margoni, Ansoldi – Fontanive, Felicetti, M. De Toni – Bustreo, Chelodi, R. Ramoser – Rigoni.
Dánsko: Hirsch – Boedker, Damgaard, Schioldan, D. Nielsen, Andreasen, Dahlmann, Pander, Johnsen – Nordby-Andersen, Green, Staal – F. Nielsen, Kjaergaard, J. Nielsen – Regin, Hansen, Morten Madsen – Smidt, Pyndt, Degn.
 Slovinsko –  Itálie 3:3 (1:0, 2:1, 0:2)
15. května 2006 (16:15) – Riga (Arena Riga)

Branky Slovinska: 5:01 Krajnc, 22:03 Kopitar, 25:25 Kontrec

Branky Itálie: 27:26 Ansoldi, 44:35 Ansoldi, 58:21 Strazzabosco

Rozhodčí: Reiber (SUI) – Eglitis (LAT), Laschowski (CAN)

Vyloučení: 5:5 (1:0)

Diváků: 6 574
Slovinsko: Kristan – Kranjc, Sotlar, Robar, Ciglenečki, D. Rodman, Vidmar, Groznik – Razingar, Kopitar, M. Rodman – Avgustinčič, Kontrec, Žagar – Varl, Goličič, Šivic – Murič, Hebar, Milovanovič.
Itálie: Muzzatti (26. Tragust) – Strazzabosco, F. Ramoser, Helfer, Borgatello, Trevisani, Lorenzi, Egger – Busillo, De Bettin, Cirone – Parco, Margoni, Ansoldi – Fontanive, Molteni, M. De Toni – Felicetti, Bustreo, R. Ramoser – Rigoni.
 Dánsko –  Kazachstán 3:2 (1:0, 1:1, 1:1)
15. května 2006 (16:15) – Riga (Skonto Arena)

Branky Dánska: 13:27 Kjaergaard, 35. Hansen, 57:26 Damgaard

Branky Kazachstánu: 36:46 Pupkov, 59:40 Argokov

Rozhodčí: Levonen (FIN) – Garsjö (NOR), Zatta (ITA)

Vyloučení: 6:7 (2:1)

Diváků: 2 903
Dánsko: Hirsch – Boedker, Damgaard, Schioldan, D. Nielsen, Andreasen, Dahlmann, Pander, Johnsen – Nordby-Andersen, Green, Staal – F. Nielsen, Kjaergaard, J. Nielsen – Regin, Hansen, Morten Madsen – Smidt, Pyndt, Degn.
Kazachstán: Ogurešnikov – Kovalenko, Argokov, Pupkov, Koledajev, Mazunin, Savenkov, Blochin – A. Koreškov, J. Koreškov, Žailauov – Šafranov, Pčeljakov, Samochvalov – Spiridonov, Zaržickij, Krasnoslobodcev – Běljajev, Troščinskij, Starčenko – Litviněnko.

## Statistiky

### Nejlepší hráči podle direktoriátu IIHF
| Brankář | Johan Holmqvist |
| Obránce | Niklas Kronwall |
| Útočník | Sidney Crosby   |

### All Stars
| Brankář         | Andrèj Mezin     |
| Levý obránce    | Petteri Nummelin |
| Pravý obránce   | Niklas Kronwall  |
| Levé křídlo     | Sidney Crosby    |
| Střední útočník | David Výborný    |
| Pravé křídlo    | Alexandr Ovečkin |

### Kanadské bodování
| Poř. | Kanadské bodování  | Branky | Přihrávky | Body |
| ---- | ------------------ | ------ | --------- | ---- |
| 1.   | Sidney Crosby      | 8      | 8         | 16   |
| 2.   | Patrice Bergeron   | 6      | 8         | 14   |
| 3.   | Petteri Nummelin   | 3      | 11        | 14   |
| 4.   | Niklas Kronwall    | 2      | 8         | 10   |
| 5.   | Alexandr Ovečkin   | 6      | 3         | 9    |
| 6.   | Michail Grabovskij | 5      | 4         | 9    |
| 6.   | Andreas Karlsson   | 5      | 4         | 9    |
| 8.   | Mikael Samuelsson  | 4      | 5         | 9    |
| 9.   | Anže Kopitar       | 3      | 6         | 9    |
| 9.   | Jevgenij Malkin    | 3      | 6         | 9    |
| 9.   | David Výborný      | 3      | 6         | 9    |

### Konečné pořadí
| 70. | Mistrovství světa | Z | V | R | P | Skóre | B  |
| --- | ----------------- | - | - | - | - | ----- | -- |
| 1.  | Švédsko           | 9 | 6 | 2 | 1 | 36:19 | 14 |
| 2.  | Česko             | 9 | 5 | 2 | 2 | 26:24 | 12 |
| 3.  | Finsko            | 9 | 6 | 1 | 2 | 31:13 | 13 |
| 4.  | Kanada            | 9 | 6 | 0 | 3 | 41:24 | 12 |
| 5.  | Rusko             | 7 | 5 | 1 | 1 | 35:16 | 11 |
| 6.  | Bělorusko         | 7 | 4 | 0 | 3 | 23:14 | 8  |
| 7.  | USA               | 7 | 4 | 0 | 3 | 14:16 | 8  |
| 8.  | Slovensko         | 7 | 3 | 1 | 3 | 26:14 | 7  |
| 9.  | Švýcarsko         | 6 | 2 | 2 | 2 | 15:16 | 6  |
| 10. | Lotyšsko          | 6 | 2 | 1 | 3 | 12:24 | 5  |
| 11. | Norsko            | 6 | 1 | 0 | 5 | 11:23 | 2  |
| 12. | Ukrajina          | 6 | 1 | 0 | 5 | 8:31  | 2  |
| 13. | Dánsko            | 6 | 2 | 1 | 3 | 17:19 | 5  |
| 14. | Itálie            | 6 | 1 | 1 | 4 | 9:21  | 3  |
| 15. | Kazachstán        | 6 | 1 | 0 | 5 | 11:29 | 2  |
| 16. | Slovinsko         | 6 | 0 | 2 | 4 | 14:26 | 2  |